# Darian Cardenas Ruda
Darian Cardenas Ruda (* 12. Dezember 1995) ist ein deutscher Basketballspieler.

## Laufbahn
Cardenas Ruda, dessen älterer Bruder Robert jahrelang in der 2. Basketball-Bundesliga spielte, wechselte als Jugendlicher vom Traditionsverein USC Heidelberg in die Nachwuchsabteilung von Science City Jena. Er spielte für die Thüringer zunächst in der Jugend sowie in der zweiten Herrenmannschaft, im Laufe der Saison 2014/15 gab er dann seinen Einstand in Jenas Mannschaft in der 2. Bundesliga ProA. In der Spielzeit 2016/17 stand der Flügelspieler im Hemd der Uni-Riesen Leipzig (2. Bundesliga ProB) auf dem Feld und sammelte mit einer Doppellizenz weiterhin Erfahrung in Jenas zweiter Mannschaft.
Während der Sommerpause 2017 unterschrieb Cardenas Ruda einen Vertrag bei den Rostock Seawolves. Mit den Ostseestädtern wurde er im Mai 2018 Vizemeister der 2. Bundesliga ProB und schaffte mit der Mannschaft auf diese Weise den Aufstieg in die zweithöchste deutsche Spielklasse. Cardenas Ruda kam auf dem Weg zu diesem Erfolg in 31 Saisonspielen zum Einsatz und erzielte im Schnitt 8,6 Punkte sowie 4,0 Rebounds je Begegnung. Er spielte in der Saison ProA 2018/19 für die Rostocker in der 2. Bundesliga ProA, im Sommer 2019 wechselte er zu den Scanplus Baskets Elchingen in die 2. Bundesliga ProB. Zum Zeitpunkt des vorzeitigen Saisonendes 2019/20 (wegen der Coronavirus-Pandemie) stand er mit Elchingen auf dem ersten Tabellenrang. 2020 schloss er sich den BIS Baskets Speyer (2. Bundesliga ProB) an. Er blieb bis 2022 in Speyer und zog sich dann in die 2. Regionalliga zu USC Heidelberg II zurück.